# Bordo libero
Il bordo libero di una nave è la distanza tra il livello del mare ed il ponte stagno più alto (detto ponte di bordo libero).

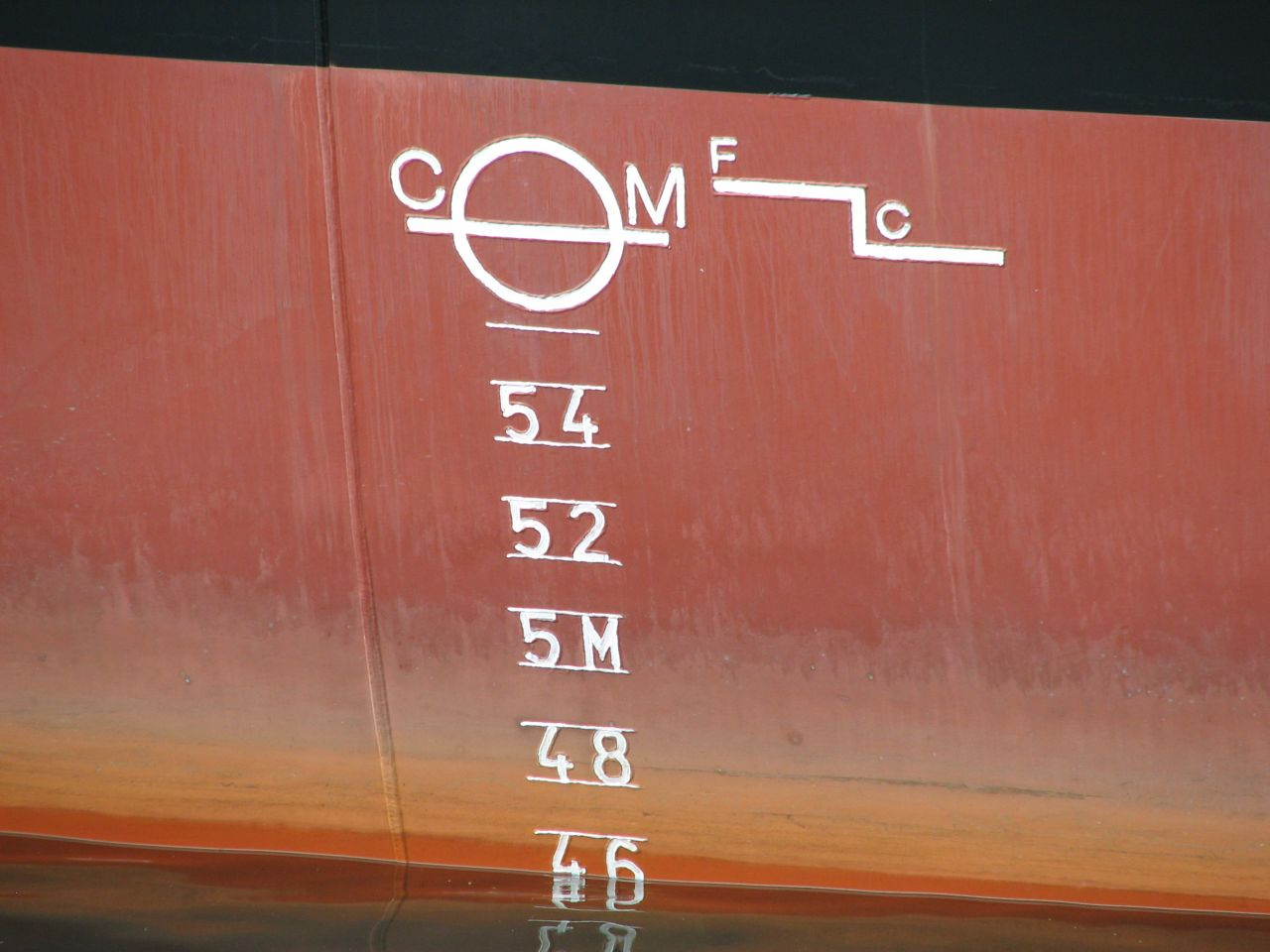
Marca di bordo libero

## Ponte di bordo libero
Il ponte di bordo libero è quello più alto, continuo da prora a poppa e dotato di mezzi atti a rendere stagne tutte le aperture presenti; inoltre al di sotto del ponte di bordo libero tutte le aperture a fasciame (come i portelloni per l'imbarco del carico o le porte per l'accesso del pilota) devono essere parimenti dotate di mezzi di chiusura stagni.

## Bordo libero assegnato
Tutte le navi impegnate in viaggi internazionali, e battenti bandiera di paesi aderenti alla convenzione internazionale sul bordo libero devono avere un bordo libero assegnato, visualizzato dalla marca di bordo libero posta sul fasciame esterno (di solito realizzata a mezzo di lamierini saldati) e chiamata occhio di Plimsoll.
A bordo, inoltre, deve essere presente ed in corso di validità il certificato di bordo libero; rilasciato per conto dello Stato del quale la nave batte bandiera da una società di classifica (in Italia dal Registro Italiano Navale).
Sul certificato sono riportate le posizioni geometriche della marca; la nave dovrà essere caricata in modo tale che la linea orizzontale dell'occhio di Plimsoll non venga mai immersa.
In questo modo si definisce un volume stagno che va dal piano di galleggiamento fino al ponte di bordo libero, e che costituisce la riserva di spinta dell'unità.
Oltre alla linea di fede principale (riferita alla navigazione in acque marine in estate), l'occhio di Plimsoll ne può riportare altre poste leggermente sopra o sotto alla principale; queste linee supplementari si riferiscono alle navigazioni in acque dolci o acque dolci tropicali (linee poste sopra la principale) oppure navigazione invernale o invernale nord atlantico (per le linee poste sotto quella principale). 
La posizione verticale della marca di bordo libero è stabilita da apposite tabelle ed è funzione della lunghezza e del tipo di nave (le navi cisterna, disponendo di un ponte delle paratie strutturalmente continuo, hanno un valore di bordo libero tabulare minore di una nave di altro tipo della stessa lunghezza).
Il valore tabulare viene poi corretto con vari fattori in funzione di:
- coefficiente di finezza totale.
- altezza di costruzione.
- estensione delle sovrastrutture, di casseri o cofani.
- insellatura del ponte di bordo libero.

## Curiosità
Le lettere che compaiono sulla marca di bordo libero indicano da quale società di classifica è certificata la nave, così RI indica una unità classificata dal  Registro Italiano Navale, BV una del Bureau Veritas.